# Elecciones presidenciales de Cabo Verde de 2006
Las elecciones presidenciales de 2006 se celebraron en Cabo Verde el 12 de febrero de 2006, siendo las cuartas elecciones presidenciales de la historia del país, y también las cuartas desde la introducción del multipartidismo en 1990.
El entonces Presidente Pedro Pires, del socialista Partido Africano de la Independencia de Cabo Verde, aspiraba a un segundo mandato, teniendo que enfrentarse nuevamente a Carlos Veiga, del Movimiento para la Democracia. En la anterior elección, Pires había derrotado a Veiga con tan solo 12 votos en una muy cerrada segunda vuelta. En esta ocasión, el presidente incumbente logró nuevamente la victoria, esta vez en primera vuelta, con el 50.98% de los votos.

## Resultados

### Nivel nacional
|  | 50.98 % |

|  | 49.02 % |

|  | 53.1 % |

### Resultado por municipio
A nivel municipal, el resultado fue muy similar al del balotaje de 2001, obteniendo ambos candidatos puntajes muy estrechos. Destaca el triunfo de Pires por tan solo tres votos en el Municipio de Sal, y la extremadamente baja participación de los votantes en Europa, que fue tan solo del 15%. En el resto de África y en América, Pires obtuvo triunfos arrolladores que sobrepasaban el 70%, aunque la participación también fue muy baja.
| Municipio                         | Municipio          |                   |                   |                  |                  |        | Votos válidos | Votos nulos | Votos en total | Registrados | Participación |
| Municipio                         | Municipio          |                   |                   |                  |                  |        | Votos válidos | Votos nulos | Votos en total | Registrados | Participación |
| Municipio                         | Municipio          | Pedro Pires PAICV | Pedro Pires PAICV | Carlos Veiga MpD | Carlos Veiga MpD |        | Votos válidos | Votos nulos | Votos en total | Registrados | Participación |
| Municipio                         | Municipio          | Votos             | %                 | Votos            | %                |        | Votos válidos | Votos nulos | Votos en total | Registrados | Participación |
| Boa Vista                         | Boa Vista          | 1.098             | 49.19%            | 1.134            | 50.81%           | 2.232  | 28            | 2.260       | 3.357          | 67.3%       |               |
| Brava                             | Brava              | 1.432             | 52.09%            | 1.317            | 47.91%           | 2.749  | 12            | 2.761       | 5.012          | 55.1%       |               |
| Maio                              | Maio               | 1.171             | 39.84%            | 1.768            | 60.16%           | 2.939  | 14            | 2.953       | 4.194          | 70.4%       |               |
| Mosteiros                         | Mosteiros          | 2.840             | 69.00%            | 1.276            | 31.00%           | 4.116  | 23            | 4.139       | 5.983          | 69.2%       |               |
| Paúl                              | Paúl               | 1.854             | 49.63%            | 1.882            | 50.37%           | 3.736  | 57            | 3.793       | 5.290          | 71.7%       |               |
| Porto Novo                        | Porto Novo         | 3.680             | 50.56%            | 3.599            | 49.44%           | 7.279  | 97            | 7.376       | 10.751         | 68.6%       |               |
| Praia                             | Praia              | 19.345            | 50.61%            | 18.876           | 49.39%           | 38.221 | 242           | 38.463      | 64.543         | 59.6%       |               |
| Ribeira Grande                    | Ribeira Grande     | 3.608             | 41.73%            | 5.039            | 58.27%           | 8.647  | 132           | 8.779       | 13.356         | 65.7%       |               |
| Sal                               | Sal                | 3.088             | 50.02%            | 3.085            | 49.98%           | 6.173  | 58            | 6.231       | 10.577         | 58.9%       |               |
| Santa Catarina                    | Santa Catarina     | 7.155             | 51.40%            | 6.764            | 48.60%           | 13.919 | 144           | 14.063      | 28.176         | 49.9%       |               |
| Santa Cruz                        | Santa Cruz         | 7.146             | 60.69%            | 4.628            | 39.31%           | 11.774 | 126           | 11.900      | 19.174         | 62.1%       |               |
| São Domingos                      | São Domingos       | 1.887             | 35.30%            | 3.458            | 64.70%           | 5.345  | 74            | 5.419       | 7.908          | 68.5%       |               |
| São Filipe                        | São Filipe         | 6.709             | 62.91%            | 3.955            | 37.09%           | 10.664 | 121           | 10.785      | 17.135         | 62.9%       |               |
| São Miguel                        | São Miguel         | 1.783             | 35.83%            | 3.193            | 64.17%           | 4.976  | 34            | 5.010       | 9.268          | 54.1%       |               |
| Ribeira Brava                     | Ribeira Brava      | 2.089             | 38.90%            | 2.444            | 61.10%           | 5.370  | 141           | 5.511       | 9.063          | 60.8%       |               |
| São Vicente                       | São Vicente        | 12.826            | 50.88%            | 12.384           | 49.12%           | 25.210 | 397           | 25.607      | 47.646         | 53.7%       |               |
| Tarrafal                          | Tarrafal           | 1.630             | 30.43%            | 3.726            | 69.57%           | 5.356  | 69            | 5.425       | 10.587         | 51.2%       |               |
| Extranjero-África                 | Extranjero-África  | 2.608             | 73.67%            | 932              | 26.33%           | 3.540  | 79            | 3.619       | 8.429          | 42.9%       |               |
| Extranjero-América                | Extranjero-América | 2.035             | 74.65%            | 691              | 25.35%           | 2.726  | 71            | 2.797       | 11.419         | 24.5%       |               |
| Extranjero-Eurasia                | Extranjero-Eurasia | 2.599             | 53.57%            | 2.253            | 46.43%           | 4.852  | 76            | 4.928       | 31.686         | 15.6%       |               |
| Fuente: African Election Database |                    |                   |                   |                  |                  |        |               |             |                |             |               |